# Казачья Каменка
Каза́чья Ка́менка — деревня в Рыльском районе Курской области. Входит в Дуровский сельсовет.

## География
Деревня находится на реке Каменка, в 115 км западнее Курска, в 9,5 км к юго-западу от районного центра — города Рыльск, в 3 км от центра сельсовета  — Дурово.
Климат
Казачья Каменка, как и весь район, расположен в поясе умеренно континентального климата с тёплым летом и относительно тёплой зимой (Dfb в классификации Кёппена).

## Население
| 2002 | 2010 |
| ---- | ---- |
| 30   | ↘20  |

## Инфраструктура
Личное подсобное хозяйство.

## Транспорт
Казачья Каменка находится в 9 км от автодороги регионального значения 38К-017 (Курск — Льгов — Рыльск — граница с Украиной), в 4 км от автодороги 38К-040 (Хомутовка — Рыльск — Глушково — Тёткино — граница с Украиной), в 1,5 км от автодороги межмуниципального значения 38Н-558 (Рыльск — Дурово — Ломакино — граница с Глушковским районом), на автодорoге 38Н-559 (38Н-558 — Казачья Каменка), в 11,5 км от ближайшей ж/д станции Рыльск (линия 358 км — Рыльск).
В 171 км от аэропорта имени В. Г. Шухова (недалеко от Белгорода).